# Oezbekistan op de Olympische Spelen

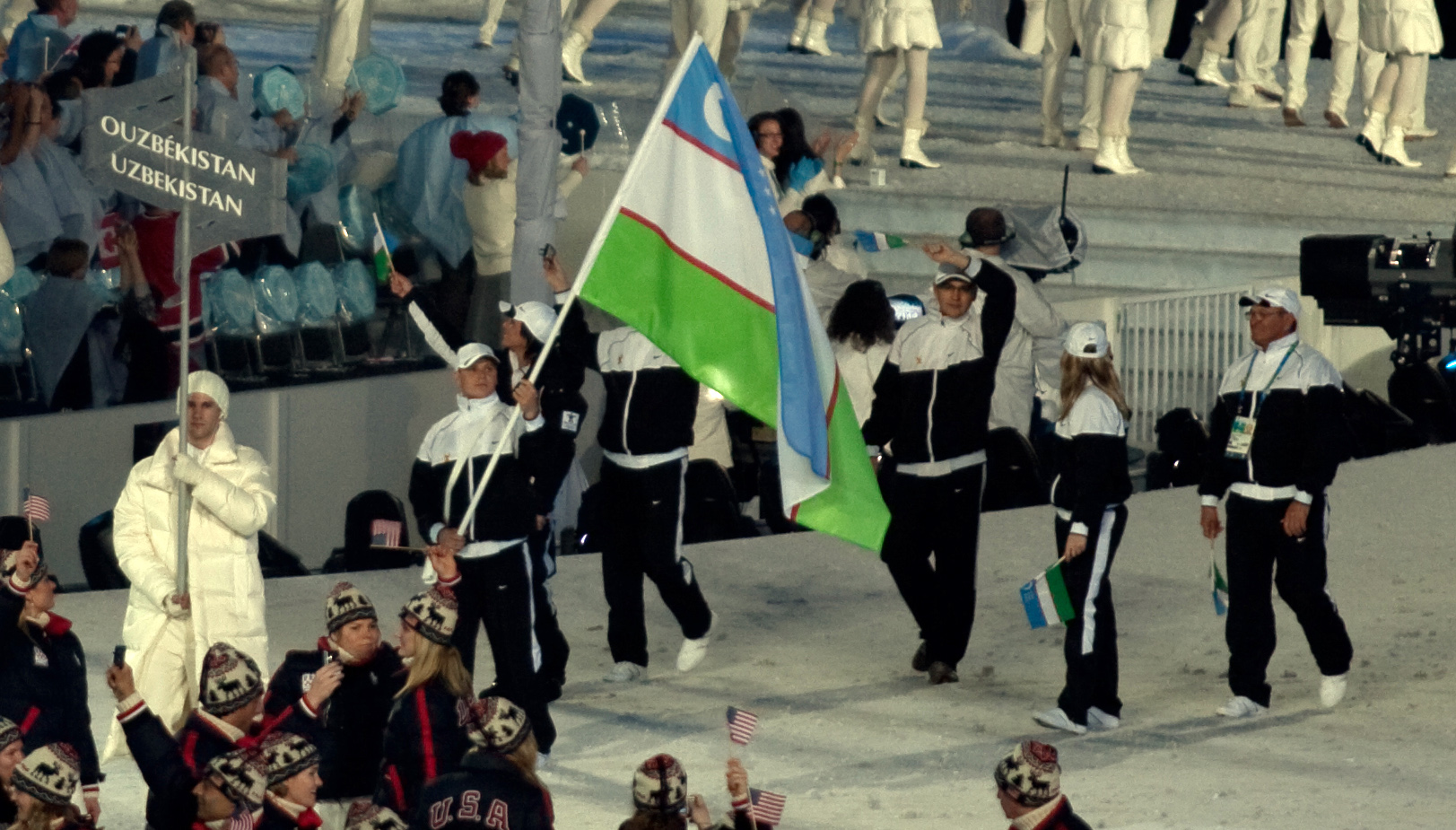
Openingsceremonie in 2010

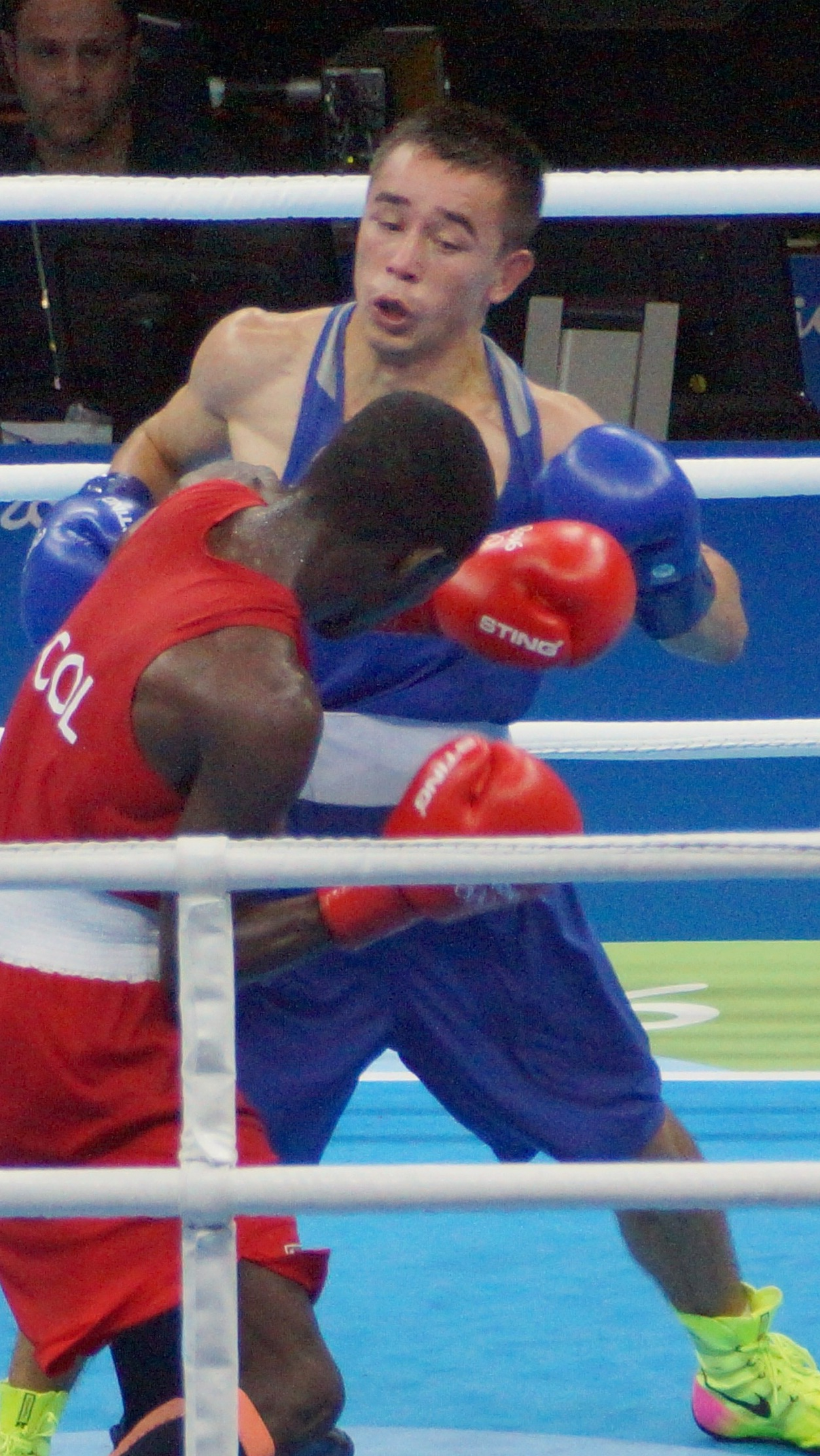
Hasanboy Dusmatov, goudenmedaillewinnaar in 2016

Oezbekistan is een van de landen die deelneemt aan de Olympische Spelen. Oezbekistan debuteerde op de Winterspelen van 1994. Twee jaar later, in 1996, kwam het voor het eerst uit op de Zomerspelen.
Tot 1991 was het land als de SSR Oezbekistan onderdeel van de Sovjet-Unie en namen de Oezbeken (eventueel) deel als lid van het Sovjetteam. In 1992 werd er zowel op de Winter- als Zomerspelen deelgenomen met het Gezamenlijk team op de Olympische Spelen.
In 2022 nam Oezbekistan voor de achtste keer deel aan de Winterspelen, in 2024 voor de achtste keer aan de Zomerspelen. Het is een van de 44 landen die zowel op de Zomer- als de Winterspelen een medaille haalde, 52 (21-9-22) in totaal.

## Medailles en deelnames
Winterspelen
Op de Winterspelen werd bij de eerste deelname in 1994 een medaille behaald. Freestyleskister Lina Tsjerjazova behaalde de gouden medaille op het onderdeel aerials.
Zomerspelen
De 33 medailles op de Zomerspelen werden in vijf olympische sporten behaald; bij het boksen (14), worstelen (10), judo (6), gymnastiek (2) gewichtheffen (1). 
De vrijestijlworstelaar Artoer Tajmazov is de 'succesvolste' medaillewinnaar: hij won zilver in 2000 en goud in 2004, 2008 en 2012 bij de superzwaargewichten. Judoka Rishod Sobirov won zowel in 2008, 2012 en 2016 een bronzen medaille. Zij zijn de enige meervoudige medaillewinnaars.

### Overzicht
De tabel geeft een overzicht van de jaren waarin werd deelgenomen, het aantal gewonnen medailles en de eventuele plaats in het medailleklassement.
| Zomerspelen | Zomerspelen | Zomerspelen | Zomerspelen | Zomerspelen | Zomerspelen |        | Winterspelen | Winterspelen | Winterspelen | Winterspelen | Winterspelen | Winterspelen |
| Jaar        | Goud        | Zilver      | Brons       | Totaal      | Rang        | Jaar   | Goud         | Zilver       | Brons        | Totaal       | Rang         |              |
| 1996        | 0           | 1           | 1           | 2           | 58          | 1994   | 1            | 0            | 0            | 1            | 14           |              |
| 2000        | 1           | 1           | 2           | 4           | 43          | 1998   | 0            | 0            | 0            | 0            | -            |              |
| 2004        | 2           | 1           | 2           | 5           | 35          | 2002   | 0            | 0            | 0            | 0            | -            |              |
| 2008        | 1           | 2           | 3           | 6           | 41          | 2006   | 0            | 0            | 0            | 0            | -            |              |
| 2012        | 1           | 0           | 2           | 3           | 48          | 2010   | 0            | 0            | 0            | 0            | -            |              |
| 2016        | 4           | 2           | 7           | 13          | 21          | 2014   | 0            | 0            | 0            | 0            | -            |              |
| 2020        | 3           | 0           | 2           | 5           | 32          | 2018   | 0            | 0            | 0            | 0            | -            |              |
| 2024        | 8           | 2           | 3           | 13          | 13          | 2022   | 0            | 0            | 0            | 0            | -            |              |
| Totaal      | 20          | 9           | 22          | 51          |             | Totaal | 1            | 0            | 0            | 1            |              |              |
| Tot. Z+W    | 21          | 9           | 22          | 52          |             |        |              |              |              |              |              |              |

### Per deelnemer
| Jaar         | Sport          | Olympiër                    | Onderdeel                                    | Medaille     |
| Winterspelen | Winterspelen   | Winterspelen                | Winterspelen                                 | Winterspelen |
| ------------ | -------------- | --------------------------- | -------------------------------------------- | ------------ |
| 1994         | Freestyleskiën | Lina Tsjerjazova            | aerials (v)                                  | Goud         |
| Zomerspelen  |                |                             |                                              |              |
| 1996         | Boksen         | Karim Toelaganov            | halfmiddengewicht (m)                        | Brons        |
| 1996         | Judo           | Armen Bagdasarov            | middengewicht (m)                            | Zilver       |
| 2000         | Boksen         | Moechammadkadyr Abdoellajev | halfweltergewicht (m)                        | Goud         |
| 2000         | Boksen         | Sergej Michajlov            | halfzwaargewicht (m)                         | Brons        |
| 2000         | Boksen         | Roestam Saidov              | superzwaargewicht (m)                        | Brons        |
| 2000         | Worstelen      | Artoer Tajmazov             | vrije stijl, superzwaargewicht (-130 kg)     | Zilver       |
| 2004         | Boksen         | Bachodirjon Soeltonov       | bantamgewicht (m)                            | Brons        |
| 2004         | Boksen         | Utkirbek Hajdarov           | halfzwaargewicht (m)                         | Brons        |
| 2004         | Worstelen      | Aleksandr Doktoerisjvili    | grieks-romeins, weltergewicht (-74 kg) (m)   | Goud         |
| 2004         | Worstelen      | Artoer Tajmazov             | vrije stijl, superzwaargewicht (-120 kg) (m) | Goud         |
| 2004         | Worstelen      | Magomed A. Ibragimov        | vrije stijl, zwaargewicht (-96 kg) (m)       | Zilver       |
| 2008         | Gymnastiek     | Anton Fokin                 | brug (m)                                     | Brons        |
| 2008         | Gymnastiek     | Ekaterina Khilko            | trampoline (v)                               | Brons        |
| 2008         | Judo           | Abdullo Tangriev            | zwaargewicht (+100 kg) (m)                   | Zilver       |
| 2008         | Judo           | Rishod Sobirov              | extralichtgewicht (-60 kg) (m)               | Brons        |
| 2008         | Worstelen      | Artoer Tajmazov             | vrije stijl, superzwaargewicht (-120 kg) (m) | Goud         |
| 2008         | Worstelen      | Soslan Tigijev              | vrije stijl, weltergewicht (-74 kg) (m)      | Zilver       |
| 2012         | Boksen         | Abbos Atoev                 | middengewicht (-75 kg) (m)                   | Brons        |
| 2012         | Judo           | Rishod Sobirov              | extra lichtgewicht (-60 kg) (m)              | Brons        |
| 2012         | Worstelen      | Artoer Tajmazov             | vrije stijl, superzwaargewicht (-120 kg) (m) | Goud         |
| 2016         | Boksen         | Hasanboy Doesmatov          | –49 kg (m)                                   | Goud         |
| 2016         | Boksen         | Shakhobidin Zoirov          | –52 kg (m)                                   | Goud         |
| 2016         | Boksen         | Fazliddin Gaibnazarov       | –64 kg (m)                                   | Goud         |
| 2016         | Boksen         | Shakhram Giyasov            | –69 kg (m)                                   | Zilver       |
| 2016         | Boksen         | Bektemir Melikuzijev        | –75 kg (m)                                   | Zilver       |
| 2016         | Boksen         | Elmurat Tasmuradov          | –59 kg (m)                                   | Brons        |
| 2016         | Boksen         | Rustam Tulaganov            | –91 kg (m)                                   | Brons        |
| 2016         | Gewichtheffen  | Ruslan Nurudinov            | –105 kg (m)                                  | Goud         |
| 2016         | Judo           | Diyorbek Oerozbojev         | –60 kg (m)                                   | Brons        |
| 2016         | Judo           | Rishod Sobirov              | –66 kg (m)                                   | Brons        |
| 2016         | Worstelen      | Elmurat Tasmuradov          | –59 kg Grieks-Romeins (m)                    | Brons        |
| 2016         | Worstelen      | Ikhtiyor Navruzov           | –65 kg vrije stijl (m)                       | Brons        |
| 2016         | Worstelen      | Magomed I. Ibragimov        | –97 kg vrije stijl (m)                       | Brons        |

Afghanistan · Albanië · Algerije · Amerikaans-Samoa · Amerikaanse Maagdeneilanden · Andorra · Angola · Antigua en Barbuda · Argentinië · Armenië · Aruba · Australië · Azerbeidzjan · Bahama's · Bahrein · Bangladesh · Barbados · België · Belize · Benin · Bermuda · Bhutan · Bolivia · Bosnië en Herzegovina · Botswana · Brazilië · Britse Maagdeneilanden · Brunei · Bulgarije · Burkina Faso · Burundi · Cambodja · Canada · Centraal-Afrikaanse Republiek · Chili · China · Chinees Taipei · Colombia · Comoren · Congo-Brazzaville · Congo-Kinshasa · Cookeilanden · Costa Rica · Cuba · Cyprus · Denemarken · Djibouti · Dominica · Dominicaanse Republiek · Duitsland · Ecuador · Egypte · El Salvador · Equatoriaal-Guinea · Eritrea · Estland · Ethiopië · Fiji · Filipijnen · Finland · Frankrijk · Gabon · Gambia · Georgië · Ghana · Grenada · Griekenland · Groot-Brittannië · Guam · Guatemala · Guinee · Guinee-Bissau · Guyana · Haïti · Honduras · Hongarije · Hongkong · Ierland · IJsland · India · Indonesië · Irak · Iran · Israël · Italië · Ivoorkust · Jamaica · Japan · Jemen · Jordanië · Kaaimaneilanden · Kaapverdië · Kameroen · Kazachstan · Kenia · Kirgizië · Kiribati · Koeweit · Kosovo · Kroatië · Laos · Lesotho · Letland · Libanon · Liberia · Libië · Liechtenstein · Litouwen · Luxemburg · Madagaskar · Malawi · Malediven · Maleisië · Mali · Malta · Marokko · Marshalleilanden · Mauritanië · Mauritius · Mexico · Micronesië · Moldavië · Monaco · Mongolië · Montenegro · Mozambique · Myanmar · Namibië · Nauru · Nederland · Nepal · Nicaragua · Nieuw-Zeeland · Niger · Nigeria · Noord-Korea · Noord-Macedonië · Noorwegen · Oeganda · Oekraïne · Oezbekistan · Oman · Oost-Timor · Oostenrijk · Pakistan · Palau · Palestina · Panama · Papoea-Nieuw-Guinea · Paraguay · Peru · Polen · Portugal · Puerto Rico · Qatar · Roemenië · Rusland · Rwanda · Saint Kitts en Nevis · Saint Lucia · Saint Vincent en de Grenadines · Salomonseilanden · Samoa · San Marino · Saoedi-Arabië · Sao Tomé en Principe · Senegal · Servië · Seychellen · Sierra Leone · Singapore · Slovenië · Slowakije · Somalië · Spanje · Sri Lanka · Soedan · Suriname · Swaziland · Syrië · Tadzjikistan · Tanzania · Thailand · Togo · Tonga · Trinidad en Tobago · Tsjaad · Tsjechië · Tunesië · Turkije · Turkmenistan · Tuvalu · Uruguay · Vanuatu · Venezuela · Verenigde Arabische Emiraten · Verenigde Staten · Vietnam · Wit-Rusland · Zambia · Zimbabwe · Zuid-Afrika · Zuid-Korea · Zuid-Soedan · Zweden · Zwitserland
Historische landen: Bohemen · Bondsrepubliek Duitsland · Brits-Indië · Duitse Democratische Republiek · Joegoslavië · Malaya · Nederlandse Antillen · Noord-Borneo · Noord-Jemen · Saarland · Servië en Montenegro · Sovjet-Unie · Tsjecho-Slowakije · West-Indische Federatie · Zuid-Jemen
Bijzondere deelnames: Onafhankelijke olympische atleten · Vluchtelingenteam 
 Australazië · Duits Eenheidsteam · Gemengd team · Gezamenlijk Team